# Trihoceride
Trihoceridele (Trichoceridae) este o familie de insecte diptere nematocere asemănătoare cu tipulidele de dimensiuni mici (4-9 mm lungime). Au antene subțiri, filiforme și picioare lungi. Ocelii prezenți. 
Adulții sunt crepusculari sau nocturni și trăiesc în locuri umede și umbrite,  zburând în roiuri mari toamna sau chiar iarna, pe zile însorite. Multe specii sunt comune în peșteri și mine. Larvele sunt eucefale și trăiesc în vegetația putrezită, în băligarul putrezit, în ciuperci.
Trihoceridele este o familie mică cu 150 de specii,  răspândite în întreaga lume.
- Trichocera annulata, de 5-6 mm, brună-gălbuie, are aripile transparente,  este răspândită în Europa și America de Nord.
- Trichocera saltator (= Trichocera fuscata), de 8-9 mm, are aripile brune.
- Trichocera hiemalis, de 4—6 mm, are aripile transparente, este răspândită în Europa.

## Sistematica
Familia cuprinde peste 150 de specii distribuite în patru genuri, dintre care cele mai reprezentative sunt Trichocera: 
- Diazosma, cu 4 specii
- Nothotrichocera, cu 12 specii
- Paracladura, cu 37 de specii
- Trichocera (sinonim Melusina, Petaurista, Kawasemyia), cu 108 de specii.

Trichocera este divizat în 3 subgenuri: Metatrichocera, Saltrichocera și Trichocera

## Specii din România
În România sunt descrise 16 specii 
- Trichocera (Trichocera) hiemalis (DeGeer), 1776
- Trichocera (Trichocera) major Edwards, 1921
- Trichocera (Trichocera) sibirica Edwards, 1920
- Trichocera (Saltrichocera) antennata Starý, 1999
- Trichocera  (Saltrichocera) calva   Starý, 1999
- Trichocera (Saltrichocera) dahlae Mendl, 1971
- Trichocera (Saltrichocera) implicata Dahl, 1976
- Trichocera (Saltrichocera) montium Starý, 2001
- Trichocera (Saltrichocera) parva Meigen, 1804
- Trichocera (Saltrichocera) recondita Starý, 2000
- Trichocera (Saltrichocera) regelationis (L., 1758)
- Trichocera (Saltrichocera) rufescens Edwards, 1921
- Trichocera (Saltrichocera) saltator (Harris, 1776)
- Trichocera (Saltrichocera) sparsa Starý & Martinovský, 1996